# Philippe Couillard

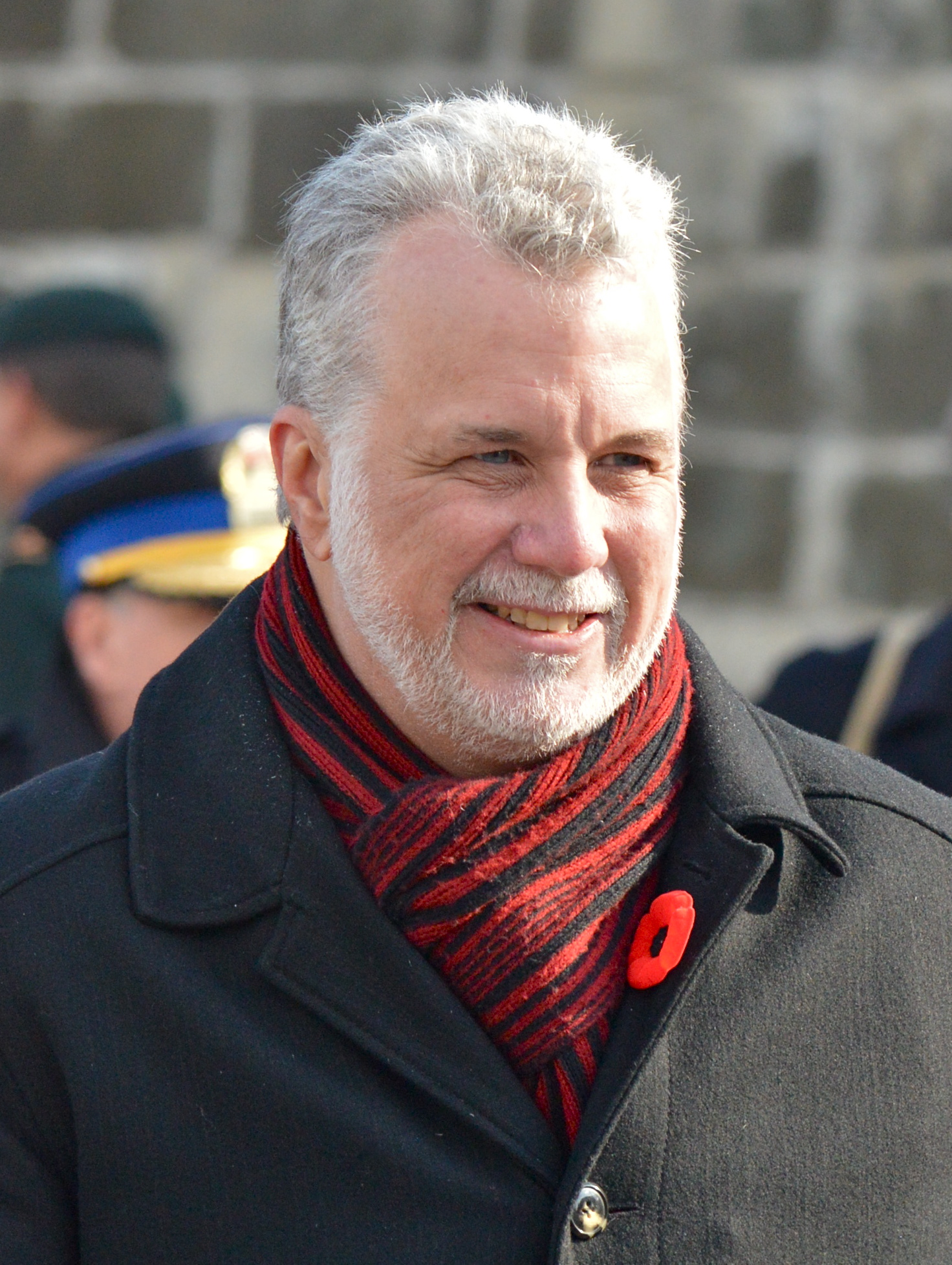
Philippe Couillard (2014)

Philippe Couillard, PC (* 26. Juni 1957 in Montreal) ist ein kanadischer Politiker und Professor für Neurochirurgie. Er war Vorsitzender der Parti libéral du Québec und vom 23. April 2014 bis zum 18. Oktober 2018 Premierminister der Provinz Québec. Nachdem er an den Universitäten Montreal und Sherbrooke gelehrt hatte, gelang ihm 2003 die Wahl in die Nationalversammlung von Québec. In der Regierung von Jean Charest amtierte er fünf Jahre lang als Minister für Gesundheit und Soziales. 2008 zog er sich vorübergehend aus der Politik zurück, bis er 2013 zum Parteivorsitzenden gewählt wurde und wieder in die Nationalversammlung einzog.

## Biografie

### Familie, Studium und Beruf
Philippe Couillard stammt väterlicherseits von Guillaume Couillard ab, der sich 1613 in Neufrankreich niederließ und von König Louis XIV. als erster Bewohner der Kolonie in den Adelsstand erhoben wurde. Er ist der Sohn von Philippe Couillard (1928–2001), einem Biologieprofessor der Université de Montréal. Seine Mutter Hélène Pardé wurde in Frankreich geboren, weshalb er auch die französische Staatsbürgerschaft besitzt. Nach dem Mittelschulabschluss am Collège Stanislas in Outremont begann er an der Université de Montréal ein Medizinstudium, das er 1979 im Alter von nur 22 Jahren abschloss. Er spezialisierte sich daraufhin auf die Neurochirurgie und erwarb 1985 ein entsprechendes Diplom.
Couillard arbeitete im Hôpital Saint-Luc in Montreal und leitete von 1989 bis 1992 die dortige neurochirurgische Abteilung. Während dieser Zeit lehrte er auch an der medizinischen Fakultät der Université de Montréal. Anschließend war er von 1992 bis 1996 am Aufbau einer Abteilung für Neurochirurgie in Dhahran in Saudi-Arabien beteiligt. Nach seiner Rückkehr nach Kanada lehrte er an der Université de Sherbrooke. Ab 2000 war er zusätzlich auch Chefarzt der chirurgischen Abteilung des Universitätsklinikums von Sherbrooke tätig.
Couillard ist verheiratet und hat drei Kinder.

### Politik
Im Jahr 2003 wandte sich Couillard der Politik zu. Als Kandidat der Parti libéral du Québec trat er im Wahlkreis Mont-Royal an und wurde am 14. April 2003 zum Abgeordneten der Nationalversammlung von Québec gewählt. In dieser liberalen Hochburg setzte er sich mit über 80 % der Stimmen durch. Premierminister Jean Charest berief Couillard in die Regierung und ernannte ihn am 29. April zum Minister für Gesundheit und Soziales. Er reorganisierte die medizinische Grundversorgung, was einen Abbau der Verwaltungskosten ermöglichte. Unter seiner Führung wurde auch das Tabakgesetz verschärft, so dass das Rauchen in öffentlich zugänglichen Gebäuden in Québec seit 2006 verboten ist. Bei den Wahlen am 26. Mai 2007 trat Couillard im Wahlkreis Jean-Talon an, der einen Teil der Provinzhauptstadt Québec umfasst. Dort wurde er mit 42 % der Stimmen wiedergewählt. Zusätzlich ernannte ihn Charest zum Minister für die Region Capitale-Nationale. In dieser Funktion war er an der Vorbereitung der 400-Jahr-Feier Québecs beteiligt.
Am 25. Juni 2008 gab Couillard seinen Rücktritt als Minister und Abgeordneter bekannt. Zwei Monate später wurde er Partner bei Persistence Capital Partners, einem Investitionsfonds im Bereich Gesundheitswesen. Die kanadische Bundesregierung berief ihn am 23. Juni 2010 in das Security Intelligence Review Committee, die Aufsichtsbehörde des kanadischen Geheimdienstes CSIS. Diese Ernennung hatte gleichzeitig die Aufnahme in den Kanadischen Kronrat zur Folge. 2011 und 2012 arbeitete Couillard auch für das Strategieberatungsunternehmen Groupe Secor.
Couillard gab am 3. Oktober 2012 seine bevorstehende Rückkehr in die Politik bekannt und bewarb sich um die Nachfolge des zurückgetretenen Jean Charest als Vorsitzender der Parti libéral. Beim Parteitag der Liberalen am 17. März 2013 setzte er sich im ersten Wahlgang deutlich gegen die früheren Minister Raymond Bachand und Pierre Moreau durch und übernahm den Parteivorsitz. Um wieder in die Nationalversammlung einziehen zu können, trat er am 9. Dezember zu einer Nachwahl im Wahlkreis Outremont an, bei der er 55 % der Stimmen erhielt. Dadurch wurde es ihm möglich, bei den vorgezogenen Neuwahlen am 7. April 2014 gegen die amtierende Premierministerin Pauline Marois von der Parti Québécois und gegen den Kandidaten der Coalition Avenir Québec, François Legault, anzutreten. Der Wahlkampf begann am 5. März 2014 mit der Auflösung des Parlaments durch Vizegouverneur Pierre Duchesne. Obwohl Umfragen zunächst einen Sieg der Parti Québécois vorhersagten, sank die Zustimmung zur Regierungspartei im Laufe des Wahlkampfs. Die Liberalen gewannen schließlich eine absolute Mehrheit der Parlamentssitze.
Bei der Wahl zum Provinzparlament im Oktober 2018 verloren die Liberalen gegen die Coalition Avenir Québec, woraufhin Couillard als Premierminister von François Legault abgelöst wurde.